# 레스 힐
레스 힐(Les Hill, 1973년 8월 1일 ~ )은 오스트레일리아의 배우이다.

## 출연 작품
- 제 34 대대 (2015)
- 핸디맨 (2013)
- 세퍼레이션 시티 (2009)
- 시티 온 파이어 (2008, Scorched)
- 그 남자, 리지를 만나다 (1997)
- 심해의 습격자 (1996)
- 청춘 기숙사 (1991)

### 텔레비전
- 홈 앤 어웨이 (1990-2005)